# Nicolás Rincón Gille
Nicolás Rincón Gille, né en 1973 à Bogota en Colombie, est un réalisateur colombien et belge.

## Biographie
Né à Bogota en 1973 d'un père colombien et d'une mère belge, Nicolàs Rincón Gille accompagne son père professeur lorsque celui-ci rend visite aux paysans de la campagne colombienne avec ses étudiants d'anthropologie. Après des études de cinéma à l'Institut national supérieur des arts du spectacle et des techniques de diffusion (INSAS) à Bruxelles,, il réalise une trilogie documentaire intitulé Campo hablado. Cette trilogie a pour sujet la tradition orale dans la campagne colombienne. En 2010, il remporte la Montgolfière d'or au Festival des trois continents 2010 pour Los Abrazos del rio. Il reçoit une mention spéciale pour The Valley of Souls au Festival des trois continents 2019.

## Réalisateur
- 2004 : Azur (court métrage)
- Trilogie Campo hablado
  - 2007 : En lo escondido (documentaire)
  - 2010 : L'Étreinte du fleuve (Los Abrazos del río) (documentaire)
  - 2015 : Noche herida (documentaire)
- 2019 : The Valley of Souls (Tantas Almas)

## Récompenses
- Festival des trois continents 2010 : Montgolfière d'or pour Los Abrazos del rio
- Festival des trois continents 2019 : Mention spéciale pour The Valley of Souls
- Festival international du film de Marrakech 2019 : Etoile d'or pour The Valley of Souls